# هندريك فان دير لينده
هندريك فان دير لينده (بالإنجليزية: Hendrik van der Linde) (1 أبريل 1932 – 2003) هو ملاكم جنوب أفريقي راحل، مثّل بلاده في الألعاب الأولمبية الصيفية 1952.

## روابط خارجية
هندريك فان دير لينده على موقع أوليمبيديا (الإنجليزية)